# Paul Blobel

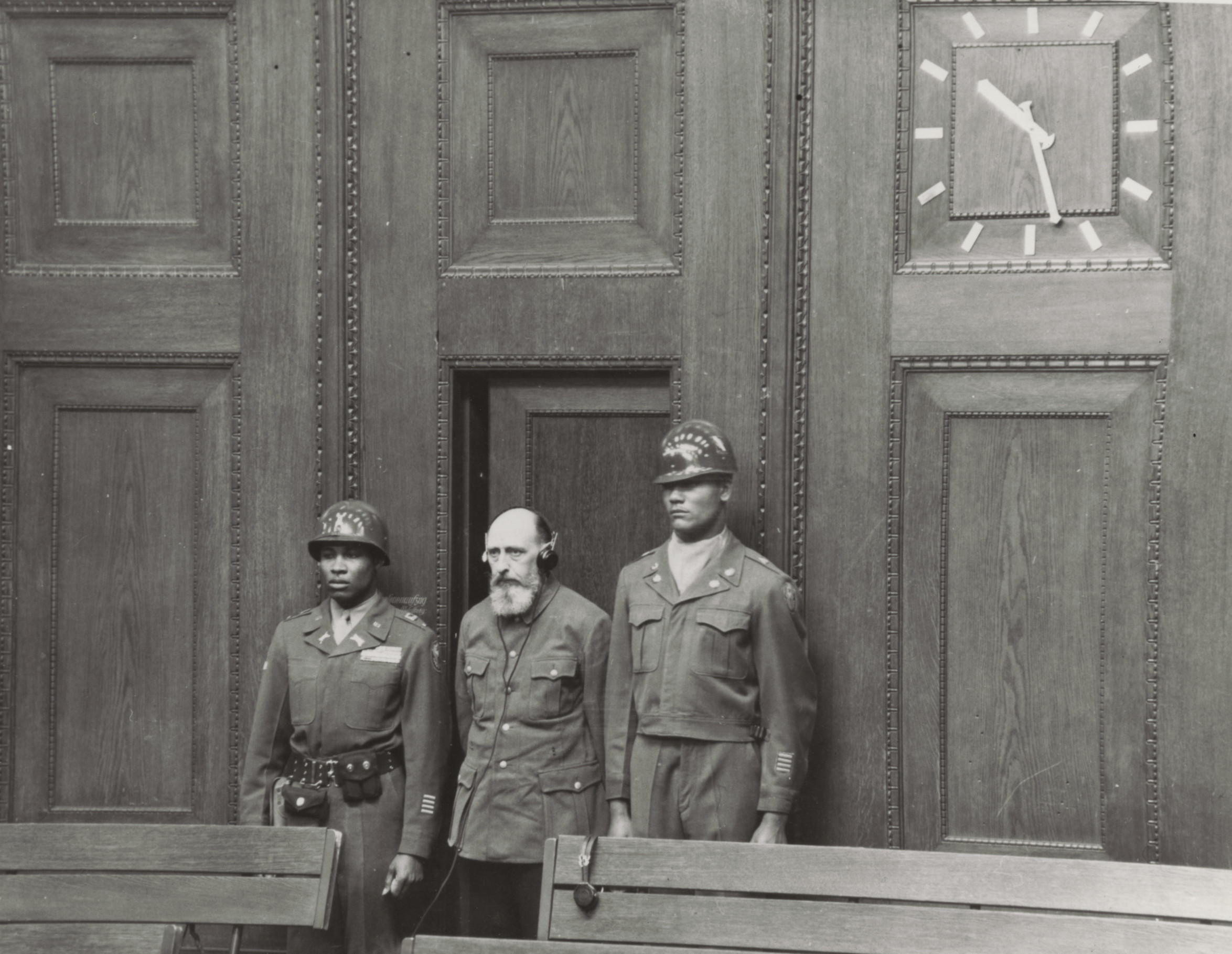
Paul Blobel al tribunal.

Paul Blobel (Potsdam, 13 d'agost de 1894 – Landsberg am Lech, 7 de juny de 1951) fou un oficial nazi que va participar en l'Holocaust: SS - Standartenführer, membre de la Sicherheitsdienst o SD, cap del comando especial (sonderkommando) 4t i del Sonderkommando 1005 dels Einsatzgruppen durant la Segona Guerra Mundial.

## Biografia
Va participar en la Primera Guerra Mundial, on va ser condecorat amb la Creu de Ferro de primera i segona classe. Després de la guerra, Blobel va estudiar arquitectura i va exercir aquesta professió des de 1924 fins a 1931, quan després de perdre el seu treball es va afiliar al Partit Nacional Socialista Alemany dels Treballadors o NSDAP amb el número de fitxa 844.662, l'1 desembre 1931, així com a les SS, amb el número 29.100, de la mateixa data.
Durant la invasió alemanya de la Unió Soviètica va ser responsable del Sonderkommando 4t, unitat d'extermini pertanyent a l'Einsatzgruppe C, que va actuar a Ucraïna. Blobel va ser el principal responsable de la tristament cèlebre massacre de Babi Iar, a Kíev, esdevinguda el 29 i 30 de setembre de 1941, on van ser assassinats prop de 100.000 civils, majoritàriament d'origen no jueu (33.000 jueus i més de 60.000 comunistes, partisans, gitanos, entre d'altres).
Va ser apartat del seu comandament el 13 de gener de 1942, oficialment per raons de salut, però va ser sobretot a causa del seu alcoholisme. Entre juliol de 1942 i 1944 participa en l'Aktion 1005, que té per objecte eliminar tots els rastres de les massacres de masses perpetrades pels alemanys a Rússia i Ucraïna, i a Babi Iar en particular. Aquesta operació es va dur a terme mitjançant l'exhumació dels cadàvers de les fosses comunes i la seva posterior combustió, una tasca que Blobel va optimitzar en alternar llenya amb capes de cadàvers o l'ús de rails com a graelles.
Acabada la guerra va ser condemnat a mort pels Estats Units al Tribunal Militar de Nuremberg, dins el Judici als Einsatzgruppen. Va ser penjat a la presó de Landsberg am Lech el 8 de juny de 1951.

## Promocions
- SS-Standartenführer: 30 de gener de 1941
- SS-Obersturmbannführer:
- SS-Sturmbannführer:
- SS-Hauptsturmführer: 9 de novembre de 1936
- SS-Obersturmführer: 9 de novembre 1935
- SS-Untersturmführer: 21 de març de 1935
- SS-Scharführer: prop de 1934